# Acarella costaricensis
Acarella costaricensis är en svampart som beskrevs av Syd. 1927. Acarella costaricensis ingår i släktet Acarella och familjen Asterinaceae.   Inga underarter finns listade i Catalogue of Life.